# Нумана
Нумана (итал. Numana) насеље је у Италији у округу Анкона, региону Марке.
Према процени из 2011. у насељу је живело 1322 становника. Насеље се налази на надморској висини од 26 м.

## Становништво
Према резултатима пописа становништва 2011. у општини је живело 3.716 становника.
| 1936. | 1951. | 1961. | 1971. | 1981. | 1991. | 2001. | 2011. |
| ----- | ----- | ----- | ----- | ----- | ----- | ----- | ----- |
| 2.143 | 2.387 | 2.465 | 2.449 | 2.645 | 1.881 | 3.293 | 3.716 |

## Партнерски градови
- Ostra Vetere